# Sapricius
Sapricius bzw. griechisch Saprikios war ein spätantiker oströmischer Heermeister (magister militum).
Die einzige gesicherte Quelle zu Sapricius ist ein an Florentius gerichtetes Gesetz des oströmischen Kaisers Theodosius II. vom 5. Oktober 415. Kopien des Gesetzes wurden auch an den als Heermeister (magister militum) bezeichneten Sapricius, den magister officiorum Helion und den quaestor sacri palatii Eustathios geschickt. Alle diese Männer waren qua ihrer hohen Ämter Mitglieder des kaiserlichen Staatsrats (consistorium). Sapricius war wahrscheinlich Kollege des Florentius als magister militum praesentalis, also General der Armeen am oströmischen Kaiserhof Theodosius’ II.
Trotz seiner hohen Stellung – die magistri militum waren die höchsten Generäle der spätantiken römischen Armee – taucht er in sonstigen Quellen nicht auf, da diese für die Regierungszeit Theodosius’ II. nur sehr spärlich fließen.